# Fritz Genkinger

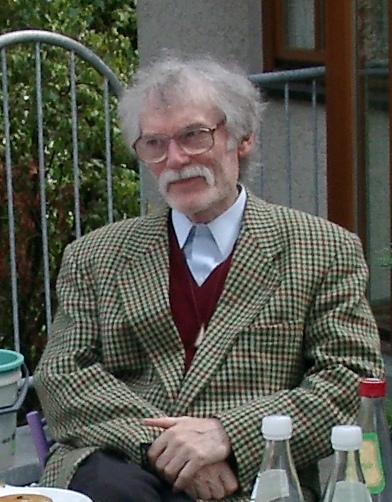
Fritz Genkinger (2003)

Fritz Genkinger (* 17. Juni 1934 in Tübingen; † 2. August 2017 in Münsingen) war ein deutscher Künstler. Nach seiner Jugend- und Ausbildungszeit in Nürtingen wandte er sich dem Kunststudium in Karlsruhe zu, wo er Aufnahme in der Klasse von HAP Grieshaber fand mit bekannten Künstlern wie Horst Antes, Heinz Schanz und Hans Martin Erhardt. Ein umfangreiches und vielfältiges künstlerisches Arbeiten setzte ein, das bis zuletzt anhielt. Kennzeichnend ist seine ab 1962 entstehende Kosmische Figur eine Kunstfigur, reduziert auf das Lebensnotwendige, auf Kopf und Rumpf. Die „Künstlichkeit“ seiner Figuren ist ein wesentliches Ausdrucksmittel, Künstlichkeit in der Farbwahl, in Stilisierung und Bildausschnitt. Die Bilder von Fritz Genkinger sind oft polar angelegte Bilder: vergehen, absterben und aufbrechen, männlich und weiblich, innen und außen, Vernunft und Emotion. Das Doppeldeutige und Vielschichtige gehören zu Fritz Genkingers Grundprinzipien. Er sagte: „Die Wissenschaft, unsere rationale analytische Sichtweise ist eben nur ein Ausschnitt der Wirklichkeit, sie erfasst nicht das Ganze, nicht den ganzen Menschen, nicht alle Dimensionen des Lebens. Die Kunst reicht da weiter. Sie sieht, ahnt mehr.“ Seit 1995 lebte er in Böttingen, einem Stadtteil von Münsingen auf der Schwäbischen Alb, wo er im ehemaligen Schulhaus sein Atelier eingerichtet hatte.

## Biografie
Von 1950 bis 1954 absolvierte Genkinger eine Lehre als Werkzeugmacher. Er begann nach seiner Übersiedlung 1957 nach Karlsruhe ein Studium der Malerei an der Staatlichen Akademie der Bildenden Künste bei HAP Grieshaber und Herbert Kitzel. Dabei arbeitete er zunächst künstlerisch inspiriert durch den irischen Maler Francis Bacon. Nach Beendigung seines Studiums 1968 begann er, sich mit Motiven aus der Sportwelt (Fußball, Leichtathletik und Kunstturnen) zu beschäftigen. Eine Ausstellung seiner Sportbilder im Württembergischen Kunstverein Stuttgart brachte ihm erste Aufmerksamkeit.
1968 erfolgte auch die Übersiedelung nach Stuttgart und von 1970 bis 1971 war er als Lehrstuhlvertreter an der Staatlichen Akademie der Bildenden Künste Stuttgart tätig. Es folgte 1972 bis 1973 ein Stipendiat der Cité Internationale des Arts in Paris, sowie die Teilnahme als Künstler auf der öffentlichen Spielstraße anlässlich der XX. Olympischen Spiele in München 1972. 1974 zog Genkinger nach Rielingshausen bei Marbach am Neckar und erhielt den Auftrag zur Fußball-Weltmeisterschaft drei Großplakate für das Bundespresseamt sowie 10 Briefmarken zur Fußball-Weltmeisterschaft für Paraguay zu entwerfen.
Als erste große Galerie wurde Wolfgang Ketterer, Stuttgart, auf ihn aufmerksam, und veranstaltete anlässlich der Olympischen Spiele eine Einzelausstellung. 1979/1980 entstand für den VfB Stuttgart eine Mappe mit 12 Originalserigrafien zum Thema „Fußball“. In den Jahren 1975 und 1976 bereiste Genkinger Südamerika: Argentinien, Chile und Bolivien. Die ersten Werke, die die Eindrücke dieser Reisen, verarbeiteten, wurden 1977 in der Galerie von Freerk C. Valentien in Stuttgart gezeigt.
Nach einem weiteren Umzug nach Böttingen auf der Schwäbische Alb entdeckte Genkinger den lokalen Böttinger Marmor als neue Faszination. Es entstand die größte Sammlung unterschiedlicher Formationen dieses Gesteins, dessen geschichteter Aufbau ihn seit vielen Jahren dazu animierte, von ihm sogenannte „Schichtenbilder“ zu erstellen. Auch als Material verwendete er den Stein. So sägte und schliff er daraus allerlei archaische Figuren (vergleichbar der „Venus von Willendorf“) und natürliche Gegenstände, Steinflöten mit ganz reinen Tönen, und zarte Amulette. Seine Liebe zur Musik brachte ihn als Jazztrompeter und Flötenspieler bei seinen Südamerika-Reisen u. a. mit dem Argentinier Jaime Torres zusammen, dem berühmtesten Vertreter der Charango-Musik, für den er ein Plattencover erstellte.

## Ausstellungen
- Bilder in öffentlichen Sammlungen: Neue Nationalgalerie Berlin, Staatsgalerie Stuttgart, Staatliche Kunsthalle Karlsruhe, Kunstmuseum Stuttgart, Museo Nacional de Bellas Artes de Asunción/Paraguay.
- 2017, Marbach am Neckar, Galerie Wendelinskapelle, 24. März – 22. April 2017
- 2016, Herrenberg, Volksbank Herrenberg-Nagold-Rottenburg, 7. Okt. – 9. Nov. 2016
- 2016, Stuttgart, Galerie Valentien, 3 x 82. Moritz Baumgartl und Fritz Genkinger bei Freerk Valentien, 23. Jan. – 5. März 2016
- 2014, Gundelfingen, Galerie Geiselhart, Geschichten aus dem Inneren des „Wilden Marmor“, 20. Juli
- 2014, Karlsruhe, Städtische Galerie, Kritische Beobachter, 15. März – 6. Juli 2014
- 2013, Stuttgart, Galerie Valentien, Accrochage Ausstellung mit Werken Fritz Genkingers und anderer Künstler,  11. Juni – 31. Juli
- 2012, Nürtingen, Forum Ilse und K. H. Türk e. V., Fritz Genkinger – eine Retrospektive, 19. Mai – 30. Juni 2012[7]
- 2006, Nürtingen, Galerie GASS, Galerie der Albert-Schäffle-Schule, 21. Oktober – 30. November 2006
- 2006, Stuttgart, Galerie Valentien, 13. Juni – 26. August 2006
- 2004, Ehningen-Mochental, Galerie Ewald Karl Schrade, Schloss Mochental, 20. Juni – 15. August 2004
- 1992, Rottenburg am Neckar, Kulturverein Zehntscheuer, Fritz Genkinger Malerei 1960–1990
- 1990, Marbach am Neckar, Rathaus, Galerie Wendelinskapelle
- 1989, Heilbronn, Kunstverein, mit U. Zeh und R. Döhl.
- 1989, Ulm, TSG Söflingen
- 1989, Ludwigsburg, Karlshöher Seminar
- 1988, Haigerloch, Schlossgalerie
- 1987, Asperg, Glasperlenspiel
- 1986, Reutlingen, Kreissparkasse
- 1984, Brackenheim, Kunst im Fluchttor
- 1984, Tübingen, Galerie Tabula
- 1984, Berlin, Galerie Matznick
- 1984, Baunatal, Rathaus
- 1984, Ludwigsburg, Kreishaus (Retrospektive)
- 1983, Frankfurt am Main, Haus des Sports
- 1981, Stuttgart-Untertürkheim, Kleine Galerie
- 1980, Stuttgart, Baden-Württembergische Bank
- 1980, Heilbronn, Baden-Württembergische Bank
- 1977, Stuttgart, Galerie Valentien, Bilder aus Südamerika, 7. – 28. Okt. 1977
- 1976, Waiblingen, Rathaus (mit A. Arndt und G. Stilling)
- 1974, Haigerloch, Galerie Schwarze Treppe
- 1974, Stuttgart, Galerie der Stadt Stuttgart
- 1974, Singen, Galerie Kunsthäusle
- 1973, Mannheim, Die Galerie
- 1973, Schwäbisch Gmünd, Galerie im Prediger
- 1973, Bielefeld, Galerie John-Herden
- 1973, Nürtingen, Stadthalle
- 1973, Stuttgart, Galerie Valentien
- 1973, Meßkirch, Gymnasium
- 1972, Zürich, Galerie Interieur
- 1972, Oldenburg, Landesmuseum
- 1972, Offenburg, Galerie RR
- 1972, Helsinki, Galerie Pinx
- 1972, Heidenheim, Galerie im Alten Haus
- 1972, Konstanz, Ladengalerie
- 1972, Wilhelmshaven, Kunsthalle, Der Mensch + der Sport
- 1972, Bonn, Villa Hammerschmidt
- 1972, München, Galerie Wolfgang Ketterer, Fritz Genkinger. Gemälde – Graphik, 17. Aug. – 23. Sept. 1972
- 1972, Heilbronn, Kunstverein
- 1971, Zweibrücken, Edition Monika Beck
- 1971, Bonn, Buchhandlung König & Wolff
- 1971, Essen, Galerie Assindia
- 1971, Stuttgart, Galerie Valentien
- 1970, Lübeck, Overbeck-Gesellschaft
- 1970, Heidelberg, Galerie Rothe
- 1970, München, Galerie Wolfgang Ketterer
- 1970, Biberach, Braith- und Mali-Museum
- 1970, Singen, Kleine Galerie
- 1970, Crailsheim, Bücher-Baier
- 1970, Wiesbaden, Galerie Zuta
- 1970, Hannover, Galerie Brusberg (Fußball)
- 1969, Stuttgart, Württembergischer Kunstverein, Gemälde und Zeichnungen 1959–68, 18. Jan. – 2. März 1969
- 1969, Stuttgart, Galerie Valentien
- 1969, München, Kunstkabinett Schöttle
- 1969, Freiburg/Br., Galerie Kröner
- 1969, Braunschweig, Kunstverein
- 1968, Mexiko-Stadt, anlässlich der Olympischen Sommerspiele
- 1967, Ravensburg, Galerie Altes Theater
- 1967, Baden-Baden, Staatliche Kunsthalle, 14 × 14
- 1967, Waldshut, Galerie 3
- 1966, Stuttgart, Galerie Senatore
- 1965, Braunschweig, Galerie Schmücking
- 1962–1965 jeweils München, Große Kunstausstellung
- 1961, Mannheim, Jugendzentrum
- 1961, Darmstadt, Kellergalerie im Schloß

## Freundeskreis Fritz Genkinger
Im Sommer 2012 wurde der „Freundeskreis Fritz Genkinger“ gegründet, um das malerische und bildhauerische Werk von Fritz Genkinger zu dokumentieren, zu erforschen und der Öffentlichkeit zugänglich zu machen. 
Das vom Freundeskreis betriebene Fritz Genkinger Kunsthaus liegt auf der Marbacher Kulturmeile zwischen dem Schiller-Geburtshaus und dem Tobias-Mayer-Museum in der denkmalgeschützten Altstadt von Marbach im Göckelhof 6.

## Rezensionen
„Fritz Genkinger zählt zu den wichtigsten Malern des Grieshaber-Kreises.“